# Вишнево (Минска област)
Вишнево (на руски: Вишнево; на беларуски: Вішнева) е село в Беларус, Минска област, Воложински район, административен център на Вишневския селски съвет.

## География
Намира се на 22 километра от районния център град Воложин, на шосето от Воложин за гр. Ошмяни, и на 6 километра от железопътната гара Богданов.
Населението на селото е 461 души през 2008 година. Жителите му са 2650 души през 1907 година, от които 1863 евреи.

## История
Придобито е от известния магнатски (после графски) род Хрептовичи през 1600 г. От 1778 година в него работи стоманодобивен завод.
Влиза в състава на Руската империя (1795), Република Полша (1918), Белоруска ССР на Съветския съюз (1939).
Нацисти от SS влизат в селото и избиват 1100 евреи (повечето изгорени в синагогата) на 30 август 1942 г.

## Личности
В селото е роден видният израелски политик Шимон Перес (21 август 1923) - президент, премиер, вицепремиер, министър на Израел и партиен лидер.